# Cornelia van Lalaing
 Der er for få eller ingen kildehenvisninger i denne artikel, hvilket er et problem. Du kan hjælpe ved at angive troværdige kilder til de påstande, som fremføres i artiklen.

Cornelia van Lalaing (født 1545, død 15. november 1610) var en nederlandsk adelsdame, kendt for den rolle hun spillede i det såkaldte "Rennenberg forræderi", datter af Philip van Lalaing, greve af Hoogstraten (ca 1510-1555) og Anna af Rennenberg (ca 1510-1583).
Cornelia Lalaing giftede sig den 28. december 1576 i Mechelen med Willem van Hamal, baron af Monceau (1551-1582). Hendes familie var katolikker men oprindeligt på protestanternes side under krigen. I 1580 var Cornelias broder George de Lalaing, greve af Rennenberg, statholder i Friesland, Groningen og Overijssel, den eneste af sin familie som fortsat var på Oraniens side. Rennenbergs skifte til den spanske royalistiske lejr i 1580 er kendt som "Rennenbergs forræderi". Cornelia van Lalaing besøgte i 1579 sin broder og skal have overtalt ham til at skifte side. Denne begivenhed har påkaldt sig en hel del opmærksomhed i historien. Forskerne er dog usikre på hvilken indflydelse, hun havde på broderens partiskifte.